# オユトルゴイ鉱山
オユトルゴイ鉱山（モンゴル語: Оюу Толгой、Oyu Tolgoi、「ターコイズの丘」の意）は、モンゴル国ウムヌゴビ県ハンボグドにある鉱山。県都のダランザドガドからは東に約235キロメートル (146 mi)行ったゴビ砂漠の中にあり、露天掘りと地下掘りの両方を行っている。2001年に発見され、ターコイズ・ヒル・リソーシズとモンゴル国政府がそれぞれ66%と34%出資した合弁事業によって採掘されている。2010年から建設が始まり、2013年7月9日に5800トンの銅が出荷されて操業が始まった。
埋蔵量は銅が1億トン、金が3000トンと見込まれている。対比として、アメリカ合衆国全体の埋蔵量は銅が3億5000万トンで金が3000トンとされている。
この鉱山事業はモンゴル国史上最大の経済事業で、年450,000メトリックトン (500,000ショートトン)の銅が生産されると予想されている。この事業に関してはリオ・ティントの経済支援があり、カナダ地盤のアイヴァンホー・マインとモンゴル国の間で投資の合意が為されている。アイヴァンホー・マインは1994年創業。2012年4月にリオ・ティントの傘下となり、翌年8月にターコイズ・ヒル・リソーシズとなった。採掘資金の調達において日本-モンゴル間の経済連携協定も貢献しているという。
参考までに、モンゴル銀行への金預託は、2013年の上半期2.5トンであったものが、2014年上半期で4.1トンにも増えている。

## 概要
この鉱山はモンゴル国の南部、ゴビ砂漠の中にあり、中国との国境からは北に僅か80キロメートル (50 mi)の位置にある。270万トンの銅と1700万オンス（4819万5000グラム）の金が埋まっていると推定されているほか、1900トンの銀、20.5万トンのモリブデンが埋まっているとされている。算出は2013年に始まり、2021年にはフル操業する予定である。50年以上の採掘可能期間を通じて、この鉱山は年430,000メトリックトン (470,000ショートトン)の銅、つまり世界全体の生産量の3%に及ぶ量を採掘している。金に関しても年42万5000オンスを生産しており、銀やモリブデンに関しても生産が為されている。
アイヴァンホー・マイン社が2001年に金-銅鉱石堆積物をゴビ砂漠に発見した。その地域はオユ・トルゴイとモンゴル語で呼ばれていた。この地域はチンギス・カンの時代に露頭から銅を精製した記録がある。そのためこの場所は1950年代には既に同国の地質学者によって鉱山となりうる可能性が持たれていた。そしてモンゴルが市場経済に移行した1990年代初頭は手作業の闇採掘が横行、アマルガム精錬に水銀を、または湿式精錬にシアン化ナトリウムを使い自然環境にダメージを与えた。
1996年にマグマ・カッパー社が最初に探鉱を始めた。翌年にBHPビリトン（現在のBHPグループ）がマグマ社を買収して1998年までボーリング調査を続けたが、1999年に戦略的撤退を決定。2000年にアイヴァンホーがBHP から採掘権を譲り受け探鉱を再開した。2003年には約200人を動員してボーリングしたところ、この地は世界最大の鉱山発見事業の地となった。2009年、アイヴァンホーが将来の利益の「前渡金」として2億5000万米ドルをモンゴル政府に納付することなどを含めて開発に合意したが、中国のチャイナルコも強い関心を示していたが、「モンゴル政府は根気強く中国を締め出した」とも伝えられている。2013年1月に生産開始。同年7月9日には中華人民共和国向けに銅600トンを初出荷した。
リオ・ティントは3000人から4000人のモンゴル人を雇用する計画である。

## 経済

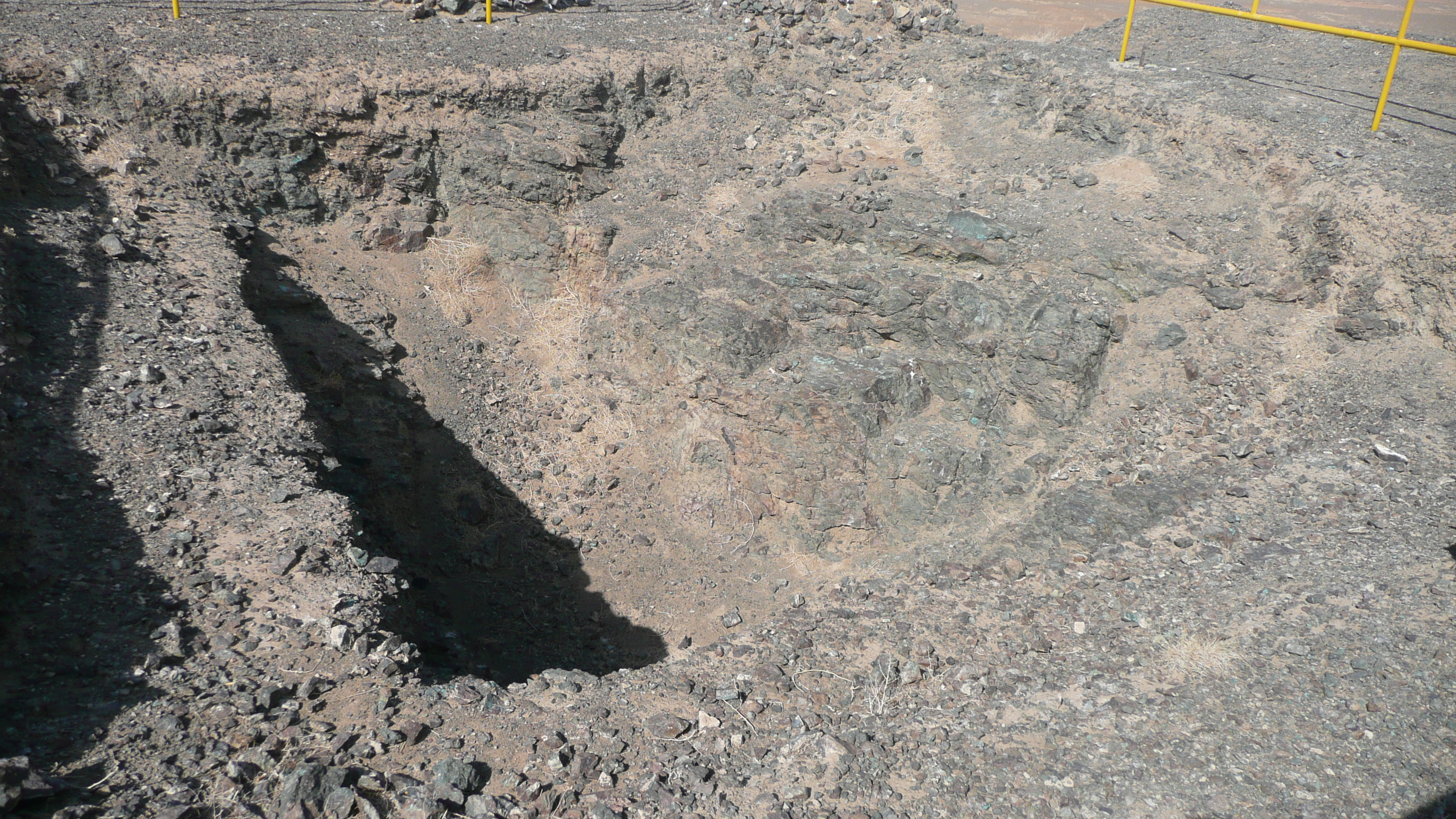
オユトルゴリ鉱床が当初発見された地点

2010年、この鉱山の生産に必要な費用が46億米ドルであると算出された。これはモンゴル国史上最大額であった。しかしながら2013年にその費用は更に100億米ドルにまで膨らんだ。経済的にも完成時にはこの鉱山一つで同国の国内総生産の30%以上になるとされていた。2010年の初めにはリオ・ティントはこの鉱山の22.4%を所有したアイヴァンホー・マイン（現ターコイズ・ヒル・リソーシズ）を傘下に収め、この事業に関する経済的、技術的な支援をした。この時に同社は46.6%まで自社の所有比率を上げる契約をつけ、2010年3月31日にはモンゴル国政府はこのプロジェクトの34%を買う事で決着がついた。2010年10月、アイヴァンホーはこの鉱山を発展させる為のファンドから新たに10億米ドルの申し出があった事を発表した。同年12月にはリオ・ティントがアイヴァンホーの所有を加速させ、この鉱山の計画に直截参与する目的を、他の目的を達成していないにもかかわらず達成し、鉱山の所有権を獲得した。2011年に同国は17.3%の経済成長を達成したが、マットによるとその大部分はこの鉱山で説明出来ると云う。
モンゴル国政府とリオ・ティントの不調和は2013年に明るみに出た。政府がリオ・ティントに3億4000万米ドルの未払いの税金及び、当初の51億米ドルから71億米ドルに第一段階で費用が膨れ上がった分の費用の支払いを要求した事が発端である。これによって地下掘りは一時中断となった。同年7月、この鉱山を所有する公営企業の執行役員であるTserenbat Sedvanchigとリオ・ティントの論諍の後、ターコイズ・ヒル・リソーシズのこの鉱山のシェアは当初の66%から20%下落した。8月に彼は執行役員を解雇され、議会の一員であるDavaadorj Ganboldが後任となった。その間に、リオ・ティントは1700人のモンゴル人労働者を解雇した。

## 問題点
この鉱山では露天掘り、地下掘りの双方が実施されている。当初は7万トンの岩が毎日生産される予定であったが、両方の掘方を合わせて85000トンの岩が毎日生産された。岩の破砕については1台のSAGミルによって行われていた。しかし、地下鉱山の拡大に伴い、岩の量は日14万トンに増加し、将来的には日17万トンの生産になると予測されている。

### 環境面
リオ・ティントはこの鉱山を含めた、所有する多くの鉱山で劣悪な環境管理の記録を生んでおり、定期的に国際環境団体から批難されている。
この鉱山はモンゴル国の中でも有数の乾燥地帯に位置しており、降水量は年間0mm～50mmの地域に存在している。しかしながら鉱山開発が主因となって、この地域での水需要は20年のうちに3倍にまで膨れ上がる事が予想されている。この鉱山が月に10億ガロン以上の水を使うようになって以来、牧畜民はこの地域の供給について心配しており、実際に枯れた井戸もあると云う。更に、酸性排水が流れてくる潜在的なリスクもあり、それは鉱山からに限らず、貯蔵設備や過積載、地表に放ってある岩等からも流れ出る虞のある物である 。
ゴビ砂漠南部は少なくとも6種類の絶滅危惧種の唯一の棲息地である。この鉱山の近くにも2箇所の保護区があり、これらは鉱山活動の影響を受ける範囲に含まれている。生物多様性の保持の為に生物多様性オフセットが発表されたが、非政府組織はこれに納得していない。彼らは、企業側が環境負荷を避ける、最小化する、軽減する措置を考えておらず、生物多様性オフセットを発表した事に不満があると主張している。彼らは企業側に、より強力で詳細で長期的な種及び生息域の保存計画の発表を、厳格な監視も含めて要求している。彼らの意見としては環境アセスメントに記されている現在の環境負荷軽減策は、非常に一般的な物で、経験的なデータに基づいていないとの事である。更に、生物多様性オフセットについても疑問を呈している。
それ以外にも鉱山建設による車輛の行き来や鉱山開発に伴って建設されたハンブンバト空港の航空機の行き来による粉塵被害も大きく、牧畜民の家畜の内臓への被害や牧畜民自身への被害も大きい。

### 社会面
モンゴル国南部及び中央部は伝統的に遊牧民の土地であった。水資源を鉱山に回す事は彼らの生活を危険に晒す事になる。ゴビ砂漠の牧畜民は夏の牧草地とそのローテーション、水の確保、牧草の収集と保存について独特の方法を有している。この環境に変化があれば、この独特の手法を行うのに妨げとなる。鉱山地域と周辺道路を取り囲む有刺鉄線は、原生動物に水の発見を難しくさせる。しかし、開発側は現在道路に新たなフェンスを建設している。
原住民の中にも、鉱山の拡大により牧草や水を失い群れを失った事で移住を余儀なくされた者が居る。彼らは場所を選ぶ十分な時間も無く、家畜を冬の厳しい嵐から守らなければいけない、より厳しい環境に移住させられた。移住時に最小限必要となる補助も不十分であった。加えて、不十分な経済補填を強制的に認めさせられ、それは彼らが放棄せざるを得なくなった牧草地の大きさでなく、鉱山からの近さに基づく物であった。また、上述の通り、家畜が粉塵を吸い込んだ事によって内臓が食せなくなった事による影響もある。

### 経済面
モンゴル国における鉱業は現在の同国の国内総生産の1/3を占め、輸出の89.2%を占めている。この比率は政府が約3000の鉱山のライセンスを発行して以来、更に高まる物と思われている。鉱業で経済を成り立たせる事にはオランダ病の懸念があるが、カシミア産業と第一次産業も恩恵を受けている。しかし年11%を超える同国の経済成長は貧困の減少によって起こっているにもかかわらず、収入格差は拡大してきている。貧困率は都市圏で23.2%に対し、地方圏では35.5%となっており、地方で牧畜を営む人々は彼らの伝統様式で暮らす事が厳しくなっている。更に追い打ちをかけたのは鉱山開発による影響であり、鉱山関係の労働に従事した方が収入は高くなる。また、この鉱山の近くにはイラク丘と呼ばれる地元住民が見つけた鉱山があったものの、それでも全員がこの恩恵を受けられた訳ではなかった。そのため、町の中に格差が生まれ、町の中には当初いなかったシャーマンの文化が急激にこの地に根付き始めている側面もある。

### 政治面
国会議員のGantömöriin Uyangaは前首相のS.Bayarが内閣の3人とOT投資合意に調印した事を暴露した。7つの資産を海外に、彼の娘、元妻、恋人の名前で所有しており、それらは数十億米ドルの価値があるとされている。しかしながら、S.Bayerは破綻防止独立機構に彼自身への取り調べを管理する要請をしに接近したと云う。彼の要請は「昨今メディアが、私が首相としての地位を悪用しオユトゴイ合意の実現を働きかけようとしているとの報道を元に、海外の不動産を買う事によってマネーロンダリングが行われた可能性が高いと報じている。これらの報道があったために私をモンゴル国の法律に沿って調査して欲しい。」との事であった。前議会議長代理のSangijav BayartsogtとOT合意に調印した内閣の3人は、ガーディアン誌によってその海外口座を暴露された。前議会議長大理 への尋問によると、スイス銀行に100万米ドル以上の口座を所有していた事が立証された。彼は「私はこの口座を開くべきではない。私の請求申立てには会社も含まれるべきだ。」と国際調査報道ジャーナリスト連合に語っている。また、「私は自らの処遇の心配はしていない。家族が心配だ。恐らく私は今の地位を辞すことを考えるだろう。」とガーディアン誌に語った。